# Navasota
Navasota ist eine Stadt im Grimes County im US-Bundesstaat Texas. Ein kleiner Teil des Gemeindegebietes liegt im Brazos County. Laut der Volkszählung von 2020 hatte die Stadt zu dieser Zeit 7.643 Einwohner.

## Geschichte
Im Jahr 2005 hat der Bundesstaat Texas der Stadt zu Ehren ihres verstorbenen Sohns und Bluesmusikers Mance Lipscomb den Titel „The Blues Capital of Texas“ verliehen.

### Bevölkerungsentwicklung

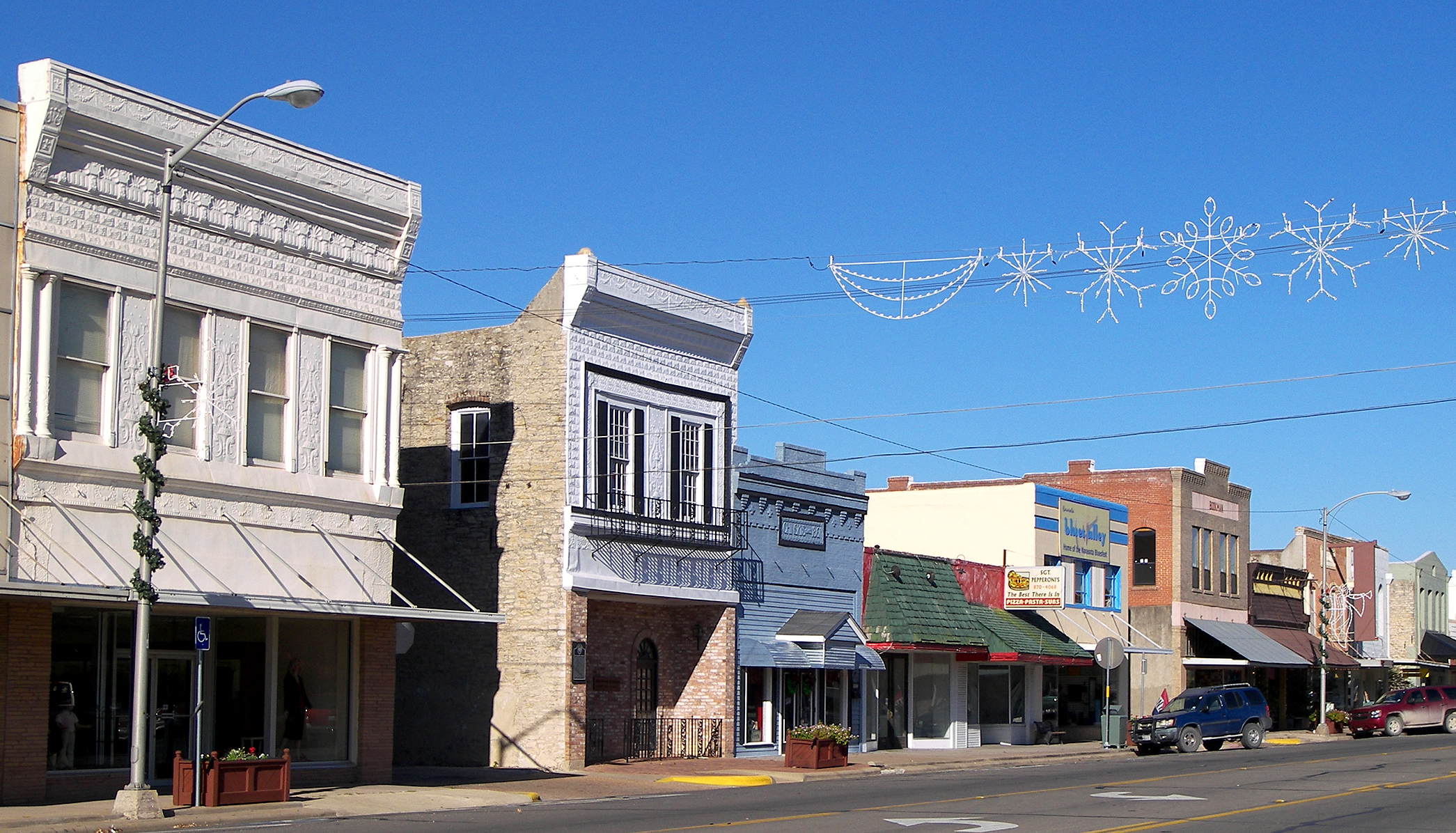
Navasota Commercial Historic District, gelistet im NRHP mit der Nr. 82001737
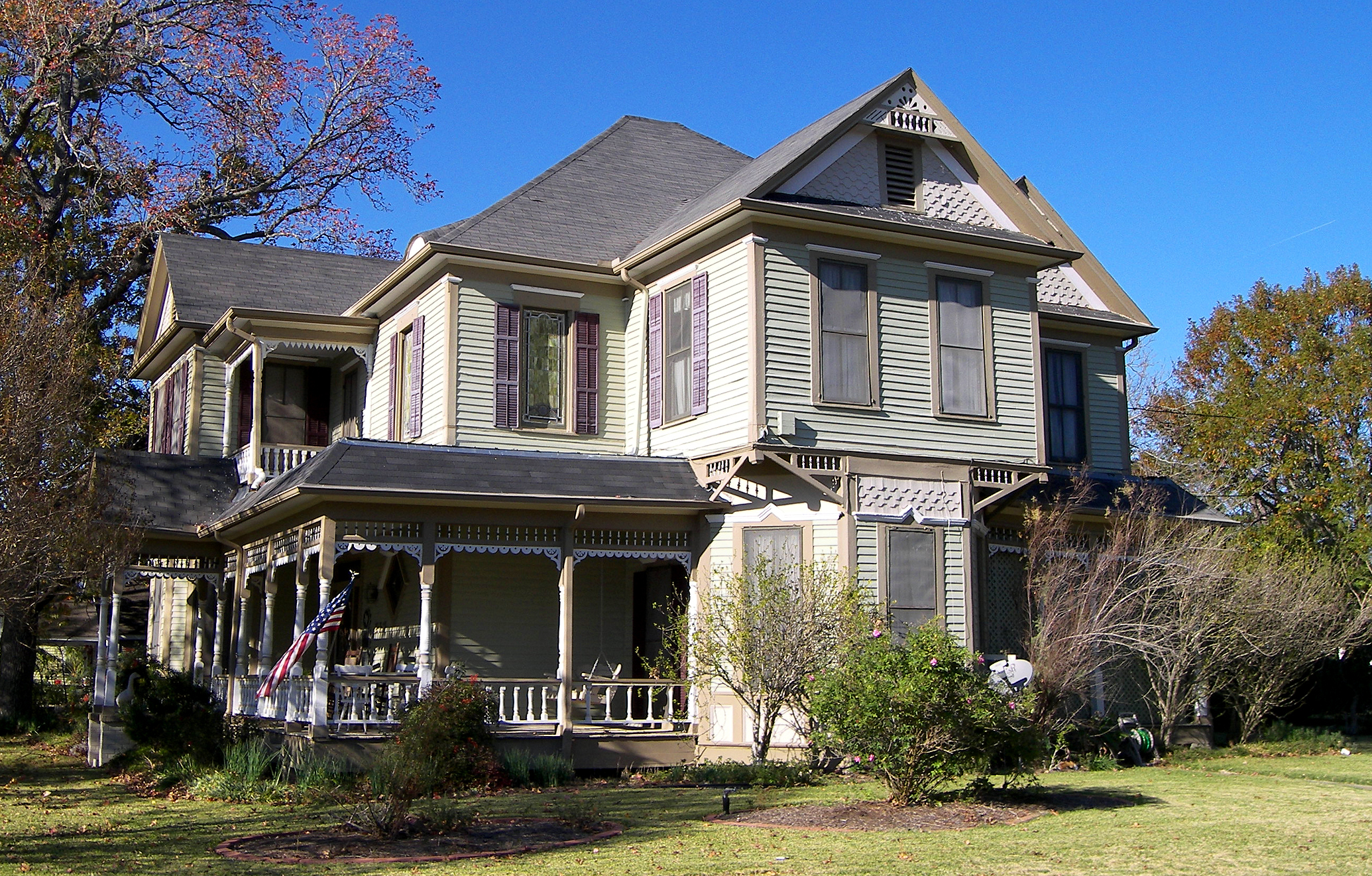
Das Steele House, gelistet im NRHP mit der Nr. 78002939

## Söhne und Töchter der Stadt
- Milt Larkin (1910–1996), Jazz-Trompeter
- Mance Lipscomb (1895–1976), Bluessänger und -gitarrist